# Elisa Lucinda
Elisa Lucinda dos Campos Gomes (Cariacica, 2 de febrer de 1958) és una poeta, periodista, cantant i actriu brasilera. Fou guardonada amb el trofeu Ètnia Negra 2010 en la vuitena edició, en la categoria de Teatre.

## Carrera
Disposada a seguir la carrera d'actriu, Elisa Lucinda es trasllada a Rio de Janeiro el 1986, amb 27 anys, per viure al barri de Tijuca. Treballa en algunes peces de teatre, com Rosa, um musical brasileiro, sota la direcció de Domingos de Oliveira, i en Bukowski, bestiola solta al món, amb direcció de Ticiana Studart. Forma part de l'elenc del film A causa secreta, de Sérgio Bianchi.
El seu primer treball en televisió fou la telenovel·la Kananga do Japão, al 1989, en l'extinta TV Manchete.
Al 2011 va ser entrevistada en el programa Filossofá - Desertores do Cotidiano, gravat en un sofà, en les altures de dunes d'Itaúnas, a Espírito Santo. Era el lloc on Elisa passava els caps de setmana, on manté una "Casa-Poema". Ha realitzat algunes presentacions teatrals, amb declamacions dels seus poemes, i algunes amb la participació especial de Paulo José. Amb el mateix format es presentà Euteamo Semelhante.
La poeta és fundadora de la "Casa-Poema", institució socioeducativa el mètode de la qual és capacitar professionals amb poesia declamada, en el desenvolupament de les seues capacitats per expressar-se i la seua educació cívica. L'actriu, en col·laboració amb l'Organització Internacional del Treball, ha desenvolupat el projecte "Palavra de Polícia, Outras Armas", on ensenya poesia parlada a professionals de la seguretat, integrant-los en els principis dels drets humans, l'eliminació i transformació de les maneres de funcionament anteriors en relació amb el gènere i l'ètnia.
Elisa Lucinda és considerada l'artista de la seua generació que més ha popularitzat la poesia. I la seua manera col·loquial d'expressar-se fa que el més complex dels seus pensaments s'entenga fàcilment. Juntament amb Geovana Pires, crearen la Companhia da Outra, grup teatral que produeix un desenvolupament del seu llenguatge teatral, sobretot amb la poesia.
Al 2012, fou homenatjada per l'Escola de samba Independentes de Boa Vista, del Carnestoltes de Vitória, que pertany al seu poble natal, Cariacica.
Elisa Lucinda i Geovana Pires creen la Companhia da Outra: convidada per Funarte per representar el Brasil en l'Any Brasil—Portugal, l'artista feu una gira per cinc ciutats d'aquell país a partir d'octubre de 2012. En tornar al Brasil, rebé la invitació de la presidenta Dilma Rousseff per ser mestra de cerimònia, juntament amb l'actor José de Abreu per a l'Orde del Mèrit Cultural, a Brasília.
A més de coneguda per les seues actuacions i recitals en societats, teatres i escoles de tot Brasil, Lucinda és admirada per la marca inconfusible del seu treball com a actriu de telenovel·les en Rede Globo, com Dones apassionades, Insensat cor, Aquell bes..., aquesta última a la primeria de 2012.
Com a cantant i intèrpret, Elisa participa en el xou "A letra que eu canto", amb el pianista João Carlos Coutinho.

## Vida personal
Negra d'ulls verds, Elisa Lucinda és una brasilera d'origen lusoafricà, nascuda a Cariacica, Espírito Santo, un dels estats de més diversitat ètnica de Brasil.
La poeta, que s'ha casat dues vegades, té un fill.

## Algunes publicacions (cronologia)

### Llibres
- A Lua que menstrua – Producció independent. 1992
- Sósia dos sonhos - Producció independent
- O Semelhante - Ed. Record, 220 p. 1a ed. el 1995. ISBN 850105416X, ISBN 9788501054166 (1998)
- Eu te amo e suas estréias - Ed. Record – 1999
- A Menina Transparente - Ed. Salamandra; (Premi Altament Recomanable, de la Fundació Nacional del Llibre Infantil ii Juvenil – FNLIJ)
- Coleção Amigo Oculto - Ed. Record. Composta pels llibres: “O órfão famoso” – 2002 / Lili, a rainha das escolhas – 2002 / “O menino inesperado” – 2002, “A dona da festa” - 2011
- 50 Poemas escolhidos pelo autor. Ed. Galo Branco, 122 p. ISBN 8586276669, ISBN 9788586276668 (2004)
- Contos de vista – Ed. Global, 127 p. 2005, primer llibre de contes de l'autora
- Vânia Barbosa. Con Vânia Barbosa. Editor Almacén Galeria de Arte, 16 p. 2006
- A fúria da beleza – Ed. Record, 274 p. ISBN 8501075744, ISBN 9788501075741 – 2006, primer llibre d'adults per pintar
- A Poesia do encontro – Elisa Lucinda e Rubem Alves – Ed. Papirus, 156 p. ISBN 8561773014, ISBN 9788561773014 (2008) en línia[Enllaç no actiu]
- Parem de falar malament da rotina – Ed. Leya – Lua de paper - 2010
- A Dona da festa- Grup Editorial Record/Galerinha Record -2011
- Fernando Pessoa, o Cavaleiro de nada, uma autobiografia não autoritzada. 2013[7]

### CD de poesies
- Semelhante - sota el segell discogràfic Rob Digital
- Euteamo i suas Estréias - sota el segell discogràfic Rob Digital
- Notícias de Mim, amb poemes de la poeta paulista Sandra Falcone, i participació de Miguel Falabella, adreça i producció de Gerson Steves. El CD és resultat de l'espectacle homònim escrit i dirigit per Steves
- Estação Trem - Música – Realització de Dakar Produccions i Poesia Viva Produccions. Creat especialment per la commemoració dels 150 anys de la Ferrovia per a la Vall del riu Doce. I és el primer Cd en què Elisa canta. 2004.
- CD “Ô Danada – primer CD pel segell CCC – Centre Cultural Carioca.

### Televisió

#### Telenovel·les
- 2013 - Costat a Costat... Norma
- 2012 - Aquele Beijo.... Diva de Sousa[8]
- 2011 - Insensat cor.... Vilma
- 2009 - Viure la vida.... Rita
- 2006 - Pàgines de la vida.... Selma
- 2003 - Dones apassionades.... Pérola
- 1995 - Sangue do Meu Sangue.... Beatriz
- 1990 - Araponga
- 1990 - Esclava Anastácia.... Ermelinda (Yatunji)
- 1989 - Kananga do Japão.... Sueli

#### Sèries
- 1997 - Você Decide - episodi: Preconceito

### Cinema
- 1990 - Barrela: Escola de Crimes
- 1994 - A Causa Secreta[9]
- 1997 - O Testament do Senhor Napumoceno.... Dona Jóia
- 2001 - A Morte dona Mulata.... Mulata
- 2002 - Seja o que Deus Quiser
- 2003 - As Alegres Comadres.... Mrs. Rocha
- 2003 - Gregório de Matos